# Жужелица Геблера
Жу́желица Ге́блера (лат. Carabus gebleri) — жук из семейства жужелиц. Видовое название присвоено в честь энтомолога Ф. А. Геблера.

## Внешний вид
Жук длиной 30—39 мм. Голова чёрная или сине-чёрная; переднеспинка и надкрылья бронзовые, зелёные, сине-зеленые, синие или сине-чёрные. Переднеспинка поперечная (в среднем в 1,7 раза шире длины), широко окантована. Надкрылья широкие, с разорванными на цепочки удлиненных бугорков первичными промежутками и цельными, одинаковыми вторичными и третичными промежутками.

## Биология
Встречается в мелколиственных и смешанных лесах долин и предгорий, иногда в зарослях кустарников. Жуки встречаются в мае-июле. Хищник-полифаг.

## Распространение
Вост. Казахстан: Ульбинское, Усть-Каменогорск, долина р. Бухтармы и Россия, где достоверно известен только из окр. Змеиногорска

## Численность
Численность крайне низкая. За последние 75 лет находки на территории России не отмечены. В 1993 г. была найдена в вост. Казахстане (окр. Усть-Каменогорска). К основным лимитирующим факторам следует отнести разрушение мест обитания вследствие хозяйственной деятельности человека.

## Замечания по охране
Занесен во второе издание Красной книги РФ, присвоена категория 1 (находящийся под угрозой исчезновения вид).